# Comté de Delta (Texas)
Pour les articles homonymes, voir Comté de Delta.
Le comté de Delta, en anglais : Delta County, est un comté situé dans le nord-est de l'État du Texas, aux États-Unis. Il est nommé d'après sa forme triangulaire, comme la lettre grecque delta. Le siège de comté est la ville de Cooper. Selon le recensement de 2020, sa population est de 5 230 habitants. Le comté a une superficie de 720 km2, dont 718 km2 en surfaces terrestres.

## Comtés adjacents
| Comté de Fannin | Comté de Lamar   |                                       |
|                 | comté de Delta   | Comté de Red River, Comté de Franklin |
| Comté de Hunt   | Comté de Hopkins |                                       |

## Démographie
Lors du recensement de 2010, le comté comptait une population de 5 231 habitants. Elle est estimée, en 2018, à 5 349 habitants,.

Pyramide des âges du comté de Delta (2000).

| Groupe                           | Comté de Delta | Texas | États-Unis |
| -------------------------------- | -------------- | ----- | ---------- |
| Blancs                           | 85,3           | 70,4  | 72,4       |
| Afro-Américains                  | 7,3            | 11,9  | 12,6       |
| Métis                            | 2,8            | 2,7   | 2,9        |
| Autres                           | 2,7            | 10,6  | 6,4        |
| Amérindiens                      | 1,3            | 0,7   | 0,9        |
| Asiatiques                       | 0,6            | 3,8   | 4,8        |
| Total                            | 100            | 100   | 100        |
|                                  |                |       |            |
| Hispaniques et Latino-Américains | 5,5            | 37,6  | 16,7       |